# Hamburger Zukunftsentscheid
Der Hamburger Zukunftsentscheid (auch (Hamburger) Klima-Volksentscheid genannt) ist ein Volksentscheid in Hamburg, der nach dem Wunsch der Initiatoren am 12. Oktober 2025 zur Abstimmung kommen soll. Angestoßen von Fridays for Future Hamburg, dem NABU Hamburg, dem Mieterverein zu Hamburg und der Gewerkschaft ver.di sollen für das Land Hamburg eine vorgezogene Klimaneutralität im Jahr 2040, jährliche Minderungsziele sowie eine verpflichtende Sozialverträglichkeit aller Maßnahmen festgeschrieben werden.
Die Initiative hatte dem Senat von Hamburg am 21. Oktober 2024 rund 106.000 gültige Unterschriften für das vorausgegangene Volksbegehren übergeben. Stimmen beim Volksentscheid am 12. Oktober 2025 mehr als 20 % aller Wahlberechtigten und über 50 % der Abstimmenden zu, tritt das Gesetz zu 2026 in Kraft. Unterstützt wird der Volksentscheid vom FC St. Pauli, dem Deutschen Schauspielhaus und der Hamburger Kunsthalle. Auch die hamburgische Autorin Kirsten Boie, der Sänger Jan Delay und der hamburgische Ehrenbürger Michael Otto unterstützen den Volksentscheid.

## Verlauf

### Volksinitiative
Die Sammlung der Unterschriften für die Volksinitiative begann am 3. Januar 2024. Die Initiatoren sammelten in nur einem Monat bis zum 30. Januar 2024 mehr als 23.000 Unterschriften, womit das geforderte Unterschriftenquorum von 10.000 gültigen Unterschriften Stimmberechtigter Hamburger für eine Volksinitiative deutlich überschritten wurde. Am 5. April 2024 wurde die Volksinitiative im Ausschuss für Umwelt, Klima und Energie der Hamburgischen Bürgerschaft vorgestellt. Da das Landesparlament den Gesetzesentwurf binnen der gesetzlichen Frist nicht übernahm, machten die Initiatoren von ihrem Recht auf Beantragung eines Volksbegehrens Gebrauch.

### Volksbegehren
Die Sammelfrist für das Volksbegehren wurde auf die Zeit vom 28. September bis 18. Oktober 2024 festgesetzt. Letztlich wurden 106.374 Unterschriften eingereicht und das Unterschriftenquorum von 65.835 Unterstützungsbekundungen (= 5 % der Stimmberechtigten) erneut deutlich überschritten.

### Volksentscheid
Die Initiatoren haben einen Volksentscheid über ihre Volksbegehren am 12. Oktober 2025 beantragt. Wenn die Mehrheit der Abstimmenden und mindestens ein Fünftel der zur letzten Bürgerschaftswahl Wahlberechtigten (263.338 Personen) im Volksentscheid mit „Ja“ stimmen, ist der Gesetzesänderungsvorschlag angenommen. Die Änderungen würden dann ab dem Jahr 2026 wirken.

## Gesetzesänderung
Der Volksentscheid sieht mehrere Änderungen des Hamburgischen Klimaschutzgesetzes (HmbKliSchG) vor:
Die CO2-Emissionen Hamburgs sollen bis zum Jahr 2030 um mindestens 70 %, bis spätestens zum Jahr 2040 um 98 % reduziert werden. Damit wird die Netto-CO2-Neutralität auf 2040 vorgezogen, gegenüber der aktuell geplanten Neutralität 2045. Das Zwischenziel 2030 in § 4 (1) wird beibehalten. Ergänzend werden verbindliche jährliche Minderungsziele durch die Vorgabe von Jahresemissionsgesamtmengen eingeführt. Daraus sollen jährlich Sektorziele abgeleitet und im Klimaplan festgehalten werden. 
Zur Überprüfung der jährlichen Ziele soll laut § 2 (2) des Gesetzesänderungsvorschlags eine Schätzbilanz, also eine Schätzung der verursacherbedingten CO2-Emissionen, jeweils für das vergangene Jahr erhoben werden. Diese ergänzt den Zwischenbericht, der alle zwei Jahre der Bürgerschaft vorgelegt werden muss. Bei Überschreitung der zulässigen Jahresemissionsgesamtmenge wird die Differenzmenge auf die fünf Folgejahre angerechnet und eine Sofortprogrammpflicht ausgelöst. Der Senat muss in diesem Fall geeignete Maßnahmen zum Ausgleich der Überschreitung vorlegen. 
Nach dem Änderungsvorschlag des Volksbegehrens „Hamburger Zukunftsentscheid“, müssen die Ziele des Gesetzes künftig „sozialverträglich“ umgesetzt werden. Dadurch würde die aktuelle Berücksichtigung des Sozialverträglichkeitsprinzips in § 2 (4) im hamburgischen Klimaschutzgesetz ersetzt und schärfer gefasst.
Hat Hamburg nicht die notwendige Regelungskompetenz für die zum Ausgleich notwendigen Maßnahmen, besteht diese Pflicht nicht. In diesem Fall kann der Klimabeirat dem Senat mögliche Maßnahmen vorschlagen.